# Пучков Олександр Володимирович
Олекса́ндр Володи́мирович Пучко́в — старший солдат Збройних сил України.
2 серпня 2014 року — за особисту мужність і героїзм, виявлені у захисті державного суверенітету та територіальної цілісності України, вірність військовій присязі під час російсько-української війни, відзначений — нагороджений орденом «За мужність» III ступеня.